# Gahniet
Het mineraal gahniet is een zink-aluminiumoxide met de chemische formule ZnAl2O4.

## Eigenschappen
Het blauwgroene, grijsgroene, donkergroene, groenzwarte tot blauwzwarte gahniet heeft een glasglans en een grijze streepkleur. Het kristalstelsel is isometrisch-hexoctahedraal. Gahniet heeft een irreguliere, oneffen tot conchoïdale (schelpvormige) breuk en de splijting van het mineraal is onduidelijk langs kristalvlak [111]. Gahnietkristallen vormen geregeld tweelingen langs kristalvlak [111]. De gemiddelde dichtheid ligt in de buurt van 4,6 en de hardheid bedraagt 7,5-8.

## Naam
Gahniet is genoemd naar de Zweedse scheikundige Johan Gottlieb Gahn (1745-1818). Gahns onderzoek spitste zich vooral toe op metalen, en hij was de eerste om het element mangaan te isoleren.
Gahniet wordt soms ook wel zinkspinel genoemd, aangezien het de spinelstructuur (X2+Y3+2O4) heeft, met zink als vervangend element voor X.

## Voorkomen
Gahniet is een relatief weinig voorkomend mineraal. Gahniet is echter op elk continent te vinden in variërende dichtheid. Gahniet wordt het meest gevonden in Noord-Amerika en Europa; slechts zeer beperkt in andere continenten. Het mineraal wordt vaak geassocieerd met pegmatieten en skarns en dan vooral als omzettingsproduct van sfaleriet in sulfiderijke afzettingen.
De typelocatie van het mineraal is Falun in Zweden. Johan Gottlieb Gahn, naar wie het mineraal genoemd is, leefde van 1770 tot zijn dood in 1818 in Falun.